# Star Wars, épisode III : La Revanche des Sith (jeu vidéo)
Pour les articles homonymes, voir Star Wars, épisode III : La Revanche des Sith (homonymie).
Star Wars, épisode III : La Revanche des Sith (Star Wars: Episode III – Revenge of the Sith) est un jeu vidéo d'action-aventure sorti en 2005 et tiré du film homonyme. Le joueur incarne les célèbres Jedi, Anakin Skywalker et Obi-Wan Kenobi.

## Système de jeu
Star Wars épisode III : La Revanche des Sith est un beat 'em all à la troisième personne, où l'on peut incarner Obi-Wan Kenobi et Anakin Skywalker. On commence depuis la bataille de Coruscant jusqu'à l’affrontement final entre Obi-Wan et Anakin. De plus, si le joueur décide d'incarner Anakin, une fin alternative s'offre à lui.

## Protagonistes
- Anakin Skywalker
- Obi-Wan Kenobi
- Yoda
- R2-D2
- Chancelier Palpatine
- Général Grievous
- Mace Windu
- Comte Dooku
- Cin Drallig
- Serra Keto
- Nute Gunray

## Accueil
- Jeuxvideo.com : 13/20[1]